# TT Assen 1962
De TT van Assen 1962 was de vierde Grand Prix van het wereldkampioenschap wegrace-seizoen 1962. De races werden verreden op zaterdag 30 juni 1962 op het Circuit van Drenthe vlak bij Assen. Alle klassen kwamen aan de start.

## Algemeen
De TT van Assen miste voor de start al enkele belangrijke spelers. Tom Phillis was tijdens de Isle of Man TT verongelukt en daardoor besloot Gary Hocking om onmiddellijk te stoppen met racen. Kunimitsu Takahashi de winnaar van de eerste twee GP's, herstelde nog van zijn ernstige verwondingen die hij in dezelfde TT had opgelopen, maar zou dit jaar niet meer racen. Bakkenist Horst Burkhardt was tijdens de Sidecar TT uit het zijspan van Florian Camathias gevallen en zodanig gewond geraakt dat ook zijn carrière moest beëindigen. Camathias maakte het seizoen af met de Brit Harry Winter. 

## 500cc-klasse
| Pos | Coureur           | Merk      | Tijd      | Punten |
| --- | ----------------- | --------- | --------- | ------ |
| 1   | Mike Hailwood     | MV Agusta | 1:05"46'2 | 8      |
| 2   | Derek Minter      | Norton    | +23'2     | 6      |
| 3   | Phil Read         | Norton    | +1"03'0   | 4      |
| 4   | Alan Shepherd     | Matchless | +1"22'8   | 3      |
| 5   | Bert Schneider    | Norton    | +1"40'6   | 2      |
| 6   | Tony Godfrey      | Norton    | +1"46'3   | 1      |
| 7   | Jack Ahearn       | Norton    | +2"57'8   |        |
| 8   | František Šťastný | Jawa      | +3"05'5   |        |
| 9   | Roy Ingram        | Norton    | +3"13'2   |        |
| 10  | Paddy Driver      | Norton    | +1 ronde  |        |
| 11  | Ernst Hiller      | Matchless | +1 ronde  |        |
| 12  | Jack Findlay      | Norton    | +1 ronde  |        |
| 13  | Walter Scheimann  | Norton    | +1 ronde  |        |
| 14  | Karl Recktenwald  | Norton    | +1 ronde  |        |
| 15  | Syd Mizen         | Matchless | +1 ronde  |        |
| 16  | Raymond Bogaerdt  | Norton    | +2 ronden |        |
| 17  | Ladi Richter      | Norton    | +2 ronden |        |

| Coureur           | Merk      | Oorzaak |
| ----------------- | --------- | ------- |
| Mike Duff         | Matchless |         |
| Karl Hoppe        | Norton    |         |
| Rob Fitton        | Norton    |         |
| Ron Langston      | Norton    |         |
| Stephen Murray    | Matchless |         |
| Ernesto Brambilla | Bianchi   |         |
| Silvio Grassetti  | Bianchi   |         |
| Joop Vogelzang    | Norton    |         |

| Coureur              | Merk      | Oorzaak |
| -------------------- | --------- | ------- |
| Amleto Pomesano      | Norton    |         |
| Benedicto Caldarella | Matchless |         |
| Eduardo Salatino     | Norton    |         |
| Manuel Soler         | Norton    |         |
| Juan Carlos Salatino | Norton    |         |
| Gyula Marsovszky     | Norton    |         |
| Roland Föll          | Matchless |         |
| Pablo Gamberini      | Matchless |         |
| Anssi Resko          | Matchless |         |
| Brian Setchell       | Norton    |         |
| Ellis Boyce          | Norton    |         |
| Fred Stevens         | Norton    |         |
| Ray Spence           | Norton    |         |
| Remo Venturi         | MV Agusta |         |
| Gary Hocking         | MV Agusta | Gestopt |
| Harald Karlsson      | Norton    |         |
| Sven-Olof Gunnarsson | Norton    |         |

### Top tien tussenstand 500cc-klasse
| Pos | Coureur        | Merk      | Ptn |
| --- | -------------- | --------- | --- |
| 1   | Mike Hailwood  | MV Agusta | 8   |
| 1   | Gary Hocking   | MV Agusta | 8   |
| 3   | Ellis Boyce    | Norton    | 6   |
| 3   | Derek Minter   | Norton    | 6   |
| 5   | Bert Schneider | Norton    | 5   |
| 6   | Phil Read      | Norton    | 4   |
| 6   | Fred Stevens   | Norton    | 4   |
| 8   | Alan Shepherd  | Matchless | 3   |
| 9   | Roy Ingram     | Norton    | 2   |
| 10  | Tony Godfrey   | Norton    | 1   |
| 10  | Brian Setchell | Norton    | 1   |

## 350cc-klasse

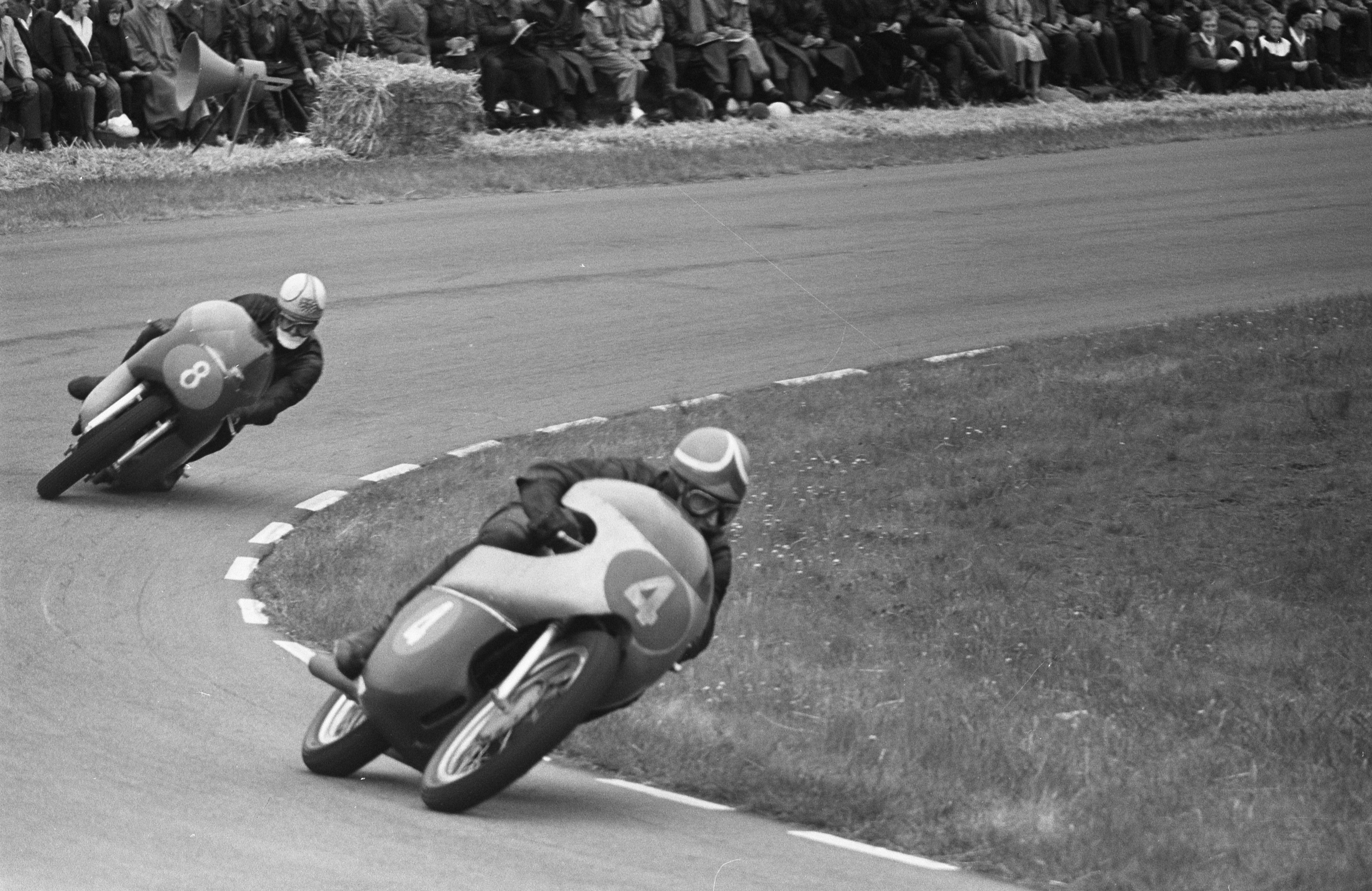
350cc-race: Mike Hailwood jaagt op František Šťastný

Jim Redman scoorde de eerste overwinning voor de Honda RC 170.
| Pos | Coureur           | Merk       | Tijd      | Punten |
| --- | ----------------- | ---------- | --------- | ------ |
| 1   | Jim Redman        | Honda      | 1:06"49'5 | 8      |
| 2   | Mike Hailwood     | MV Agusta  | +20'1     | 6      |
| 3   | Silvio Grassetti  | Bianchi    | +26'2     | 4      |
| 4   | František Šťastný | Jawa       | +1"32'9   | 3      |
| 5   | Derek Minter      | Norton     | +1"55'3   | 2      |
| 6   | Phil Read         | Norton     | +2"16'9   | 1      |
| 7   | Alan Shepherd     | AJS        | +2"59'1   |        |
| 8   | Tony Godfrey      | Norton     | +3"26'9   |        |
| 9   | Mike Duff         | AJS        | +1 ronde  |        |
| 10  | Karl Hoppe        | Norton     | +1 ronde  |        |
| 11  | Roy Ingram        | Norton     | +1 ronde  |        |
| 12  | Ron Langston      | Norton     | +1 ronde  |        |
| 13  | Arthur Wheeler    | Moto Guzzi | +1 ronde  |        |
| 14  | Jack Ahearn       | Norton     | +1 ronde  |        |
| 15  | Raymond Bogaerdt  | Norton     | +2 ronden |        |

| Coureur         | Merk      | Oorzaak   |
| --------------- | --------- | --------- |
| Tom Phillis (†) | Honda     | Overleden |
| Gary Hocking    | MV Agusta | Gestopt   |

| Coureur              | Merk   |
| -------------------- | ------ |
| Jack Findlay         | Norton |
| Gyula Marsovszky     | Norton |
| Roland Föll          | AJS    |
| Gustav Havel         | jawa   |
| Hans-Otto Butenuth   | Norton |
| Taneli Lepo          | AJS    |
| Alistair King        | AJS    |
| Bob McIntyre         | Honda  |
| Ralph Bryans         | Norton |
| Tommy Robb           | Honda  |
| Moto Kitano          | Honda  |
| Hugh Anderson        | AJS    |
| Sven-Olof Gunnarsson | Norton |
| Nikolaj Sevast'ânov  | CKEB   |

### Top tien tussenstand 350cc-klasse
| Pos | Coureur           | Merk      | Ptn |
| --- | ----------------- | --------- | --- |
| 1   | Mike Hailwood     | MV Agusta | 14  |
| 2   | Jim Redman        | Honda     | 8   |
| 3   | František Šťastný | Jawa      | 7   |
| 4   | Gary Hocking      | MV Agusta | 6   |
| 5   | Silvio Grassetti  | Bianchi   | 4   |
| 6   | Roy Ingram        | Norton    | 3   |
| 7   | Mike Duff         | AJS       | 2   |
| 7   | Derek Minter      | Norton    | 2   |
| 9   | Hugh Anderson     | AJS       | 1   |
| 9   | Phil Read         | Norton    | 1   |

## 250cc-klasse
In de 250cc-race finishten de Honda's van Jim Redman en Bob McIntyre vlak na elkaar, maar ook Tarquinio Provini kon met de Moto Morini 250 Bialbero goed volgen en finishte binnen drie seconden van Redman. Frank Perris scoorde de eerste punten voor de Suzuki RV 62. Bij de training op vrijdag kwam de Amsterdammer Johan Schuld (23) in de Kniebocht dodelijk ten val.
| Pos | Coureur            | Merk       | Tijd      | Punten |
| --- | ------------------ | ---------- | --------- | ------ |
| 1   | Jim Redman         | Honda      | 58"52'2   | 8      |
| 2   | Bob McIntyre       | Honda      | +2'2      | 6      |
| 3   | Tarquinio Provini  | Morini     | +2'6      | 4      |
| 4   | Cas Swart          | Honda      | +1"44'4   | 3      |
| 5   | Frank Perris       | Suzuki     | +3"51'9   | 2      |
| 6   | Arthur Wheeler     | Moto Guzzi | +1 ronde  | 1      |
| 7   | Günter Beer        | Adler      | +1 ronde  |        |
| 8   | Joop Vogelzang     | Benelli    | +1 ronde  |        |
| 9   | Dan Shorey         | Bultaco    | +1 ronde  |        |
| 10  | Roberto Patrignani | Morini     | +2 ronden |        |
| 11  | Han Leenheer       | Aermacchi  | +2 ronden |        |
| 12  | Siegfried Lohmann  | Adler      | +2 ronden |        |
| 13  | Tinus van Son      | NSU        | +2 ronden |        |

| Coureur         | Merk  | Oorzaak   |
| --------------- | ----- | --------- |
| Tom Phillis (†) | Honda | Overleden |

| Coureur              | Merk      |
| -------------------- | --------- |
| Enrique Dietrich     | Aermacchi |
| Jorge Terengo        | Ducati    |
| Raúl Kaiser          | NSU       |
| Marcel Toussaint     | Benelli   |
| Pierrot Vervroegen   | Aermacchi |
| Luigi Taveri         | Honda     |
| Werner Musiol        | MZ        |
| Michael Schneider    | NSU       |
| Benjamin Savoye      | Mondial   |
| Jean-Pierre Beltoise | Morini    |
| Campbell Donaghy     | Ducati    |
| Derek Minter         | Honda     |
| Mike Hailwood        | Benelli   |
| Stuart Graham        | Aermacchi |
| Tommy Robb           | Honda     |
| Alberto Pagani       | Aermacchi |
| Gilberto Milani      | Aermacchi |
| Paolo Campanelli     | Benelli   |
| Umberto Masetti      | Morini    |
| Kenjiro Tanaka       | Honda     |
| Moto Kitano          | Honda     |
| Nikolaj Sevast'ânov  | CKEB      |
| Carlos Marfetan      | Parilla   |

### Top tien tussenstand 250cc-klasse
| Pos | Coureur              | Merk       | Ptn |
| --- | -------------------- | ---------- | --- |
| 1   | Jim Redman           | Honda      | 30  |
| 2   | Bob McIntyre         | Honda      | 18  |
| 3   | Tom Phillis (†)      | Honda      | 12  |
| 4   | Derek Minter         | Honda      | 8   |
| 5   | Dan Shorey           | Bultaco    | 7   |
| 6   | Alberto Pagani       | Aermacchi  | 4   |
| 6   | Arthur Wheeler       | Moto Guzzi | 4   |
| 6   | Tarquinio Provini    | Morini     | 4   |
| 9   | Cas Swart            | Honda      | 3   |
| 10  | Jean-Pierre Beltoise | Morini     | 2   |
| 10  | Frank Perris         | Suzuki     | 2   |

## 125cc-klasse
Zonder de ernstig geblesseerde Kunimitsu Takahashi ging de strijd om de leiding in het wereldkampioenschap tussen Luigi Taveri en Jim Redman. Taveri won de strijd met slechts 0,2 seconde voorsprong. Tommy Robb werd derde, maar werd binnen een seconde gevolgd door de Suzuki RT 62D(egner) van Ernst Degner en ook Mike Hailwood gaf niet veel toe met zijn EMC. 
| Pos | Coureur          | Merk    | Tijd     | Punten |
| --- | ---------------- | ------- | -------- | ------ |
| 1   | Luigi Taveri     | Honda   | 50"36'6  | 8      |
| 2   | Jim Redman       | Honda   | +0'2     | 6      |
| 3   | Tommy Robb       | Honda   | +18'0    | 4      |
| 4   | Ernst Degner     | Suzuki  | +18'8    | 3      |
| 5   | Mike Hailwood    | EMC     | +19'6    | 2      |
| 6   | Stanislav Malina | ČZ      | +1"02'0  | 1      |
| 7   | Rex Avery        | EMC     | +1"15'6  |        |
| 8   | Dan Shorey       | Bultaco | +2"58'2  |        |
| 9   | Mitsuo Itoh      | Suzuki  | +3"18'2  |        |
| 10  | Giuseppe Visenzi | Ducati  | +1 ronde |        |

| Coureur             | Merk  | Oorzaak   |
| ------------------- | ----- | --------- |
| Tom Phillis (†)     | Honda | Overleden |
| Kunimitsu Takahashi | Honda | Gestopt   |

| Coureur           | Merk    |
| ----------------- | ------- |
| Jorge Kissling    | Bultaco |
| Limburg Moreira   | Bultaco |
| Marzillo Chizzini | Bultaco |
| Pedro Rosenthal   | Tohatsu |
| Raúl Kissling     | DKW     |
| Frank Perris      | Suzuki  |
| Hans Fischer      | MZ      |
| Klaus Enderlein   | MZ      |
| Werner Musiol     | MZ      |
| Jukka Petäjä      | MZ      |
| Alan Shepherd     | MZ      |
| Alistair King     | Bultaco |
| Bob McIntyre      | Honda   |
| Derek Minter      | Honda   |
| John Grace        | Bultaco |
| Alberto Pagani    | Honda   |
| Francesco Villa   | Mondial |
| Sadao Shimazaki   | Honda   |
| Teisuke Tanaka    | Honda   |
| Hugh Anderson     | Suzuki  |
| Paddy Driver      | EMC     |

### Top tien tussenstand 125cc-klasse
| Pos | Coureur             | Merk    | Ptn |
| --- | ------------------- | ------- | --- |
| 1   | Luigi Taveri        | Honda   | 23  |
| 2   | Jim Redman          | Honda   | 20  |
| 3   | Kunimitsu Takahashi | Honda   | 16  |
| 4   | Tommy Robb          | Honda   | 14  |
| 5   | Mike Hailwood       | EMC     | 5   |
| 5   | Ernst Degner        | Suzuki  | 5   |
| 7   | Tom Phillis (†)     | Honda   | 4   |
| 8   | Rex Avery           | EMC     | 3   |
| 8   | Derek Minter        | Honda   | 3   |
| 10  | Jorge Kissling      | Bultaco | 1   |
| 10  | Francesco Villa     | Mondial | 1   |
| 10  | Stanislav Malina    | ČZ      | 1   |

## 50cc-klasse
Kreidler had een dilemma. Hans Georg Anscheidt was eigenlijk eerste rijder, maar Jan Huberts had al een overwinning op zak én reed een thuisrace. Er was maar één echt snelle machine en die ging uiteindelijk naar Anscheidt. Ernst Degner (Suzuki) won met acht seconden voorsprong op Huberts, die door zijn circuitkennis de snellere machine van Anscheidt voor wist te blijven. Voor Kreidler was het de vraag of Huberts met de snelste machine misschien wel gewonnen had. De WK-stand bleef in elk geval spannend, met Degner, Anscheidt, Huberts en Luigi Taveri (Honda) vlak bij elkaar. 
| Pos | Coureur              | Merk     | Tijd     | Punten |
| --- | -------------------- | -------- | -------- | ------ |
| 1   | Ernst Degner         | Suzuki   | 32"56'2  | 8      |
| 2   | Jan Huberts          | Kreidler | +8'0     | 6      |
| 3   | Hans Georg Anscheidt | Kreidler | +8'9     | 4      |
| 4   | Seiichi Suzuki       | Suzuki   | +17'6    | 3      |
| 5   | Mitsuo Itoh          | Suzuki   | +44'5    | 2      |
| 6   | Wolfgang Gedlich     | Kreidler | +48'2    | 1      |
| 7   | Dan Shorey           | Kreidler | +49'3    |        |
| 8   | Michio Ichino        | Suzuki   | +55'4    |        |
| 9   | Luigi Taveri         | Honda    | +55'6    |        |
| 10  | Cees van Dongen      | Honda    | +1"36'6  |        |
| 11  | Tommy Robb           | Honda    | +1"36'9  |        |
| 12  | Rudi Kunz            | Kreidler | +2"42'2  |        |
| 13  | Rajko Piciga         | Tomos    | +3"21'3  |        |
| 14  | Adrijan Bernetič     | Tomos    | +1 ronde |        |
| 15  | Kor Lantinga         | Benelli  | +1 ronde |        |
| 16  | Ferry Swaep          | Tomos    | +1 ronde |        |
| 17  | Pierre Kemperman     | Itom     | +1 ronde |        |

| Coureur             | Merk  | Oorzaak |
| ------------------- | ----- | ------- |
| Kunimitsu Takahashi | Honda | Gestopt |

| Coureur             | Merk     |
| ------------------- | -------- |
| Günter Beer         | Kreidler |
| José Maria Busquets | Derbi    |
| Isao Morishita      | Suzuki   |
| Teisuke Tanaka      | Honda    |
| Hugh Anderson       | Suzuki   |

### Top tien tussenstand 50cc-klasse
| Pos | Coureur              | Merk     | Ptn |
| --- | -------------------- | -------- | --- |
| 1   | Ernst Degner         | Suzuki   | 16  |
| 2   | Hans Georg Anscheidt | Kreidler | 15  |
| 3   | Luigi Taveri         | Honda    | 14  |
| 3   | Jan Huberts          | Kreidler | 14  |
| 5   | Tommy Robb           | Honda    | 9   |
| 6   | Kunimitsu Takahashi  | Honda    | 7   |
| 7   | José Maria Busquets  | Derbi    | 6   |
| 8   | Mitsuo Itoh          | Suzuki   | 5   |
| 8   | Seichi Suzuki        | Suzuki   | 5   |
| 10  | Wolfgang Gedlich     | Kreidler | 4   |

## Zijspanklasse
Florian Camathias reed met zijn nieuwe bakkenist Harry Winter de snelste ronde, maar viel terug om ten slotte met een ronde achterstand als zevende geklasseerd te worden. Nu wonnen Fritz Scheidegger/John Robinson, maar zij vormden in het wereldkampioenschap geen bedreiging voor Max Deubel/Emil Hörner, die tweede werden voor Scheideggers tuner Otto Kölle met Dieter Hess in het zijspan. 
| Pos | Coureur           | Bakkenist           | Merk         | Tijd      | Punten |
| --- | ----------------- | ------------------- | ------------ | --------- | ------ |
| 1   | Fritz Scheidegger | John Robinson       | BMW          | 52"16'2   | 8      |
| 2   | Max Deubel        | Emil Hörner         | BMW          | +9'0      | 6      |
| 3   | Otto Kölle        | Dieter Hess         | BMW          | +43'0     | 4      |
| 4   | August Rohsiepe   | Lothar Böttcher     | BMW          | +55'0     | 3      |
| 5   | Edgar Strub       | Gottfried Rüfenacht | BMW          | +56'4     | 2      |
| 6   | Claude Lambert    | Alfred Herzig       | BMW          | +1"28'6   | 1      |
| 7   | Florian Camathias | Harry Winter        | BMW          | +1 ronde  |        |
| 8   | Georg Auerbacher  | Josef Zach          | BMW          | +1 ronde  |        |
| 9   | Boško Šnajder     | Mladen Kytka        | BMW          | +2 ronden |        |
| 10  | Jackie Beeton     | Eddie Bulgin        | Reynolds-BMW | +3 ronden |        |

| Coureur               | Bakkenist      | Merk      |
| --------------------- | -------------- | --------- |
| Arsenius Butscher     | Heiner Vester  | BMW       |
| Heinz Luthringshauser | Horst Knopp    | BMW       |
| Chris Vincent         | Eric Bliss     | BSA       |
| Colin Seeley          | Wally Rawlings | Matchless |
| Eric Pickup           | Ray Lindsay    | BMW       |
| Harold Scholes        | Keith Scott    | BMW       |

### Top tien tussenstand zijspanklasse
| Pos | Coureur               | Bakkenist                      | Merk      | Ptn |
| --- | --------------------- | ------------------------------ | --------- | --- |
| 1   | Max Deubel            | Emil Hörner                    | BMW       | 22  |
| 2   | Otto Kölle            | Dieter Hess                    | BMW       | 17  |
| 3   | Chris Vincent         | Eric Bliss                     | BSA       | 13  |
| 4   | Florian Camathias     | Horst Burkhardt / Harry Winter | BMW       | 12  |
| 5   | Fritz Scheidegger     | John Robinson                  | BMW       | 8   |
| 6   | Claude Lambert        | Alfred Herzig                  | BMW       | 6   |
| 7   | Colin Seeley          | Wally Rawlings                 | Matchless | 4   |
| 8   | Arsenius Butscher     | Heiner Vester                  | BMW       | 3   |
| 8   | August Rohsiepe       | Lothar Böttcher                | BMW       | 3   |
| 10  | Heinz Luthringshauser | Horst Knopp                    | BMW       | 2   |
| 10  | Harold Scholes        | Ray Lindsay / Keith Scott      | BMW       | 2   |
| 10  | Edgar Strub           | Gottfried Rüfenacht            | BMW       | 2   |

1925 · 1926 · 1927 · 1928 · 1929 · 1930 · 1931 · 1932 · 1933 · 1934 · 1935 · 1936 · 1937 · 1938 · 1939 · 1940–1945 · 1946 · 1947 · 1948 · 1949 · 1950 · 1951 · 1952 · 1953 · 1954 · 1955 · 1956 · 1957 · 1958 · 1959 · 1960 · 1961 · 1962 · 1963 · 1964 · 1965 · 1966 · 1967 · 1968 · 1969 · 1970 · 1971 · 1972 · 1973 · 1974 · 1975 · 1976 · 1977 · 1978 · 1979 · 1980 · 1981 · 1982 · 1983 · 1984 · 1985 · 1986 · 1987 · 1988 · 1989 · 1990 · 1991 · 1992 · 1993 · 1994 · 1995 · 1996 · 1997 · 1998 · 1999 · 2000 · 2001 · 2002 · 2003 · 2004 · 2005 · 2006 · 2007 · 2008 · 2009 · 2010 · 2011 · 2012 · 2013 · 2014 · 2015 · 2016 · 2017 · 2018 · 2019 · 2021 · 2022 · 2023 · 2024 · 2025